# Spielvereinigung Greuther Fürth 2019-2020
Questa voce raccoglie le informazioni riguardanti la Spielvereinigung Greuther Fürth nelle competizioni ufficiali della stagione 2019-2020.

## Stagione
Nella stagione 2019-2020 il Greuther Fürth, allenato da Stefan Leitl, concluse il campionato di 2. Bundesliga al 9º posto. In Coppa di Germania il Greuther Fürth fu eliminato al primo turno dal Duisburg.

## Rosa
| N. |                     | Ruolo | Calciatore        |
| -- | ------------------- | ----- | ----------------- |
| 1  | Germania (bandiera) | P     | Marius Funk       |
| 3  | Germania (bandiera) | D     | Maximilian Wittek |
| 5  | Albania (bandiera)  | D     | Mërgim Mavraj     |
| 7  | Germania (bandiera) | A     | Robin Kehr        |
| 10 | Germania (bandiera) | A     | Daniel Keita-Ruel |
| 11 | Germania (bandiera) | C     | David Raum        |
| 13 | Germania (bandiera) | C     | Marco Caligiuri   |
| 14 | Ghana (bandiera)    | C     | Hans Nunoo Sarpei |
| 15 | Germania (bandiera) | C     | Sebastian Ernst   |
| 16 | Norvegia (bandiera) | A     | Håvard Nielsen    |
| 17 | Svezia (bandiera)   | A     | Branimir Hrgota   |
| 18 | Germania (bandiera) | D     | Marco Meyerhöfer  |
| 19 | Germania (bandiera) | A     | Benedikt Zahn     |
| 21 | Germania (bandiera) | C     | Timothy Tillman   |
| 22 | Svezia (bandiera)   | D     | Felix Beijmo      |

| N. |                        | Ruolo | Calciatore         |
| -- | ---------------------- | ----- | ------------------ |
| 23 | Germania (bandiera)    | D     | Paul Jaeckel       |
| 24 | Germania (bandiera)    | D     | Maximilian Sauer   |
| 25 | Germania (bandiera)    | P     | Leon Schaffran     |
| 27 | Germania (bandiera)    | C     | Kenny Redondo      |
| 30 | Germania (bandiera)    | P     | Sascha Burchert    |
| 31 | Stati Uniti (bandiera) | A     | Malik McLemore     |
| 32 | Germania (bandiera)    | C     | Lukas Ahrend       |
| 33 | Germania (bandiera)    | C     | Paul Seguin        |
| 34 | Germania (bandiera)    | C     | Marvin Stefaniak   |
| 36 | Germania (bandiera)    | D     | Alexander Lungwitz |
| 37 | Stati Uniti (bandiera) | A     | Julian Green       |
| 38 | Germania (bandiera)    | D     | Maximilian Bauer   |
| 39 | Turchia (bandiera)     | C     | Mert-Yusuf Torlak  |
| 40 | Germania (bandiera)    | C     | Jamie Leweling     |

## Organigramma societario
Area tecnica
- Allenatore: Stefan Leitl
- Allenatore in seconda: Andre Mijatović, Petr Ruman
- Preparatore dei portieri: Christian Fiedler
- Preparatori atletici: Michael Schleinkofer

## Calciomercato

### Sessione estiva
| Acquisti | Acquisti           | Acquisti              | Acquisti |
| R.       | Nome               | da                    | Modalità |
| -------- | ------------------ | --------------------- | -------- |
| A        | Branimir Hrgota    | Eintracht Francoforte |          |
| A        | Håvard Nielsen     | Fortuna Düsseldorf    |          |
| A        | Robin Kehr         | Borussia Dortmund U19 |          |
| D        | Alexander Lungwitz | Bayern Monaco U19     |          |
| D        | Mërgim Mavraj      | Ingolstadt 04         |          |
| D        | Marco Meyerhöfer   | Waldhof Mannheim      |          |
| C        | Marvin Stefaniak   | Wolfsburg             |          |

| Cessioni | Cessioni        | Cessioni       | Cessioni |
| R.       | Nome            | a              | Modalità |
| -------- | --------------- | -------------- | -------- |
| A        | Nik Omladič     | Hansa Rostock  |          |
| D        | Richárd Magyar  | Hammarby       |          |
| D        | Lukas Gugganig  | Osnabrück      |          |
| C        | Yōsuke Ideguchi | Leeds Utd      |          |
| C        | Benedikt Kirsch | Türkgücü       |          |
| D        | Mario Maloča    | Lechia Danzica |          |
| A        | Fabian Reese    | Schalke 04     |          |

### Sessione invernale
| Acquisti | Acquisti        | Acquisti         | Acquisti |
| R.       | Nome            | da               | Modalità |
| -------- | --------------- | ---------------- | -------- |
| D        | Felix Beijmo    | Werder Brema     |          |
| C        | Timothy Tillman | Bayern Monaco II |          |

| Cessioni | Cessioni          | Cessioni   | Cessioni |
| R.       | Nome              | a          | Modalità |
| -------- | ----------------- | ---------- | -------- |
| C        | Elias Abouchabaka | RB Lipsia  |          |
| A        | Daniel Steininger | Magdeburgo |          |
| D        | Tobias Mohr       | Heidenheim |          |

## Risultati

### 2. Bundesliga

#### Girone di andata
| Arbitro: | Siebert |

|  |           |                             |
|  | Marcatori | 25’ Nəzərov 90’ Hochscheidt |

| Arbitro: | Jablonski |

|                 |           |                               |
| Diamantakos 45’ | Marcatori | 17’, 35’ Keita-Ruel 70’ Green |

| Arbitro: | Fritz |

|           |           |  |
| Green 74’ | Marcatori |  |

| Arbitro: | Rohde |

|              |           |            |
| Weydandt 47’ | Marcatori | 22’ Seguin |

| Arbitro: | Reichel |

|                                |           |                       |
| Klos 28’ (rig.) Edmundsson 62’ | Marcatori | 4’ Hrgota 22’ Nielsen |

| Arbitro: | Kempkes |

|                                 |           |               |
| Keita-Ruel 81’ Green 90’ (rig.) | Marcatori | 46’ Schäffler |

| Arbitro: | Storks |

|                       |           |  |
| Didavi 2’ Förster 82’ | Marcatori |  |

| Arbitro: | Aarnink |

|  |           |                         |
|  | Marcatori | 26’ Serra 49’, 61’ Baku |

| Arbitro: | Heft |

|                        |           |  |
| Dudziak 49’ Kittel 85’ | Marcatori |  |

| Arbitro: | Kampka |

|                    |           |  |
| Keita-Ruel 7’, 38’ | Marcatori |  |

| Osnabrück 27 ottobre 2019, ore 13:30 CEST 11ª giornata | Osnabrück          | 0 – 0 referto | Greuther Fürth | Stadion an der Bremer Brücke (13 386 spett.)\| Arbitro: \| Waschitzki-Günther \| |
| Arbitro:                                               | Waschitzki-Günther |               |                |                                                                                  |

| Arbitro: | Osmers |

|                                 |           |             |
| Hrgota 31’, 47’ Höhn 37’ (aut.) | Marcatori | 87’ Pálsson |

| Arbitro: | Pfeifer |

|                                        |           |                      |
| Behrens 45’ (rig.), 64’ Bouhaddouz 90’ | Marcatori | 14’ Green 52’ Hrgota |

| Fürth 24 novembre 2019, ore 13:30 CET 14ª giornata | Greuther Fürth | 0 – 0 referto | Norimberga | Sportpark Ronhof Thomas Sommer (15 000 spett.)\| Arbitro: \| Gräfe \| |
| Arbitro:                                           | Gräfe          |               |            |                                                                       |

| Arbitro: | Willenborg |

|                 |           |  |
| Kleindienst 63’ | Marcatori |  |

| Arbitro: | Winter |

|                              |           |              |
| Hrgota 17’, 87’ Leweling 90’ | Marcatori | 70’ Ganvoula |

| Arbitro: | Storks |

|             |           |                                                          |
| Hofmann 26’ | Marcatori | 19’ Hrgota 29’ Mohr 61’ Jaeckel 77’ Nielsen 90’ Leweling |

#### Girone di ritorno
| Arbitro: | Thomsen |

|                                               |           |                   |
| Hochscheidt 13’ Nəzərov 64’ (rig.) Krüger 66’ | Marcatori | 80’ (rig.) Hrgota |

| Arbitro: | Günsch |

|                                        |           |  |
| Hrgota 43’ Leweling 86’ Keita-Ruel 90’ | Marcatori |  |

| Arbitro: | Waschitzki-Günther |

|  |           |                        |
|  | Marcatori | 11’ Wittek 15’ Nielsen |

| Arbitro: | Storks |

|                  |           |                                       |
| Anton 74’ (aut.) | Marcatori | 41’ Haraguchi 70’ Teuchert 90’ Stehle |

| Arbitro: | Stieler |

|                         |           |                                                           |
| Nielsen 73’ Redondo 90’ | Marcatori | 13’ Brunner 35’ Klos 68’ (rig.) Soukou 78’ (aut.) Jaeckel |

| Arbitro: | Heft |

|            |           |             |
| Kyereh 18’ | Marcatori | 49’ Nielsen |

| Arbitro: | Siewer |

|                         |           |  |
| Caligiuri 48’ Ernst 76’ | Marcatori |  |

| Arbitro: | Willenborg |

|                    |           |          |
| Mühling 35’ (rig.) | Marcatori | 1’ Ernst |

| Arbitro: | Hartmann |

|                  |           |                            |
| Nielsen 35’, 90’ | Marcatori | 41’ Pohjanpalo 48’ Dudziak |

| Arbitro: | Günsch |

|              |           |                |
| Makienok 54’ | Marcatori | 13’ Keita-Ruel |

| Arbitro: | Reichel |

|  |           |                       |
|  | Marcatori | 9’ Blacha 58’ Schmidt |

| Arbitro: | Waschitzki-Günther |

|                  |           |               |
| Schnellhardt 56’ | Marcatori | 87’ Stefaniak |

| Arbitro: | Jöllenbeck |

|                |           |                              |
| Keita-Ruel 71’ | Marcatori | 15’ (rig.) Behrens 39’ Biada |

| Arbitro: | Reichel |

|  |           |          |
|  | Marcatori | 56’ Raum |

| Fürth 16 giugno 2020, ore 18:30 CEST 32ª giornata | Greuther Fürth | 0 – 0 referto | Heidenheim | Sportpark Ronhof Thomas Sommer (0 spett.)\| Arbitro: \| Bacher \| |
| Arbitro:                                          | Bacher         |               |            |                                                                   |

| Arbitro: | Petersen |

|                          |           |                     |
| Tesche 43’ Osei-Tutu 52’ | Marcatori | 7’ Hrgota 79’ Ernst |

| Arbitro: | Fritz |

|               |           |                               |
| Keita-Ruel 2’ | Marcatori | 21’ Kother 61’ (rig.) Hofmann |

### Coppa di Germania
| Arbitro: | Dingert |

|                         |           |  |
| Daschner 4’ Albutat 14’ | Marcatori |  |

## Statistiche

### Statistiche di squadra
| Competizione      | Punti | In casa | In casa | In casa | In casa | In casa | In casa | In trasferta | In trasferta | In trasferta | In trasferta | In trasferta | In trasferta | Totale | Totale | Totale | Totale | Totale | Totale | DR |
| Competizione      | Punti | G       | V       | N       | P       | Gf      | Gs      | G            | V            | N            | P            | Gf           | Gs           | G      | V      | N      | P      | Gf     | Gs     | DR |
| ----------------- | ----- | ------- | ------- | ------- | ------- | ------- | ------- | ------------ | ------------ | ------------ | ------------ | ------------ | ------------ | ------ | ------ | ------ | ------ | ------ | ------ | -- |
| 2. Bundesliga     | 44    | 17      | 7       | 3       | 7       | 23      | 23      | 17           | 4            | 8            | 5            | 23           | 22           | 34     | 11     | 11     | 12     | 46     | 45     | +1 |
| Coppa di Germania | -     | 0       | 0       | 0       | 0       | 0       | 0       | 1            | 0            | 0            | 1            | 0            | 2            | 1      | 0      | 0      | 1      | 0      | 2      | -2 |
| Totale            | 44    | 17      | 7       | 3       | 7       | 23      | 23      | 18           | 4            | 8            | 6            | 23           | 24           | 35     | 11     | 11     | 13     | 46     | 47     | -1 |

### Andamento in campionato
| Giornata  | 1  | 2 | 3 | 4 | 5 | 6 | 7 | 8  | 9  | 10 | 11 | 12 | 13 | 14 | 15 | 16 | 17 | 18 | 19 | 20 | 21 | 22 | 23 | 24 | 25 | 26 | 27 | 28 | 29 | 30 | 31 | 32 | 33 | 34 |
| --------- | -- | - | - | - | - | - | - | -- | -- | -- | -- | -- | -- | -- | -- | -- | -- | -- | -- | -- | -- | -- | -- | -- | -- | -- | -- | -- | -- | -- | -- | -- | -- | -- |
| Luogo     | C  | T | C | T | T | C | T | C  | T  | C  | T  | C  | T  | C  | T  | C  | T  | T  | C  | T  | C  | C  | T  | C  | T  | C  | T  | C  | T  | C  | T  | C  | T  | C  |
| Risultato | P  | V | V | N | N | V | P | P  | P  | V  | N  | V  | P  | N  | P  | V  | V  | P  | V  | V  | P  | P  | N  | V  | N  | N  | N  | P  | N  | P  | V  | N  | N  | P  |
| Posizione | 18 | 8 | 6 | 6 | 6 | 4 | 6 | 10 | 12 | 6  | 7  | 5  | 6  | 7  | 11 | 9  | 7  | 8  | 7  | 4  | 5  | 7  | 6  | 5  | 5  | 5  | 6  | 7  | 6  | 9  | 7  | 8  | 8  | 9  |

Legenda:

Luogo: C = Casa; T = Trasferta. Risultato: V = Vittoria; N = Pareggio; P = Sconfitta.

### Statistiche dei giocatori
| Giocatore      | 2. Bundesliga | 2. Bundesliga | 2. Bundesliga | 2. Bundesliga | Coppa di Germania | Coppa di Germania | Coppa di Germania | Coppa di Germania | Totale   | Totale | Totale      | Totale     |
| Giocatore      | Presenze      | Reti          | Ammonizioni   | Espulsioni    | Presenze          | Reti              | Ammonizioni       | Espulsioni        | Presenze | Reti   | Ammonizioni | Espulsioni |
| -------------- | ------------- | ------------- | ------------- | ------------- | ----------------- | ----------------- | ----------------- | ----------------- | -------- | ------ | ----------- | ---------- |
| D. Abiama      | 0             | 0             | 0             | 0             | 0                 | 0                 | 0                 | 0                 | 0        | 0      | 0           | 0          |
| E. Abouchabaka | 0             | 0             | 0             | 0             | 0                 | 0                 | 0                 | 0                 | 0        | 0      | 0           | 0          |
| L. Ahrend      | 0             | 0             | 0             | 0             | 0                 | 0                 | 0                 | 0                 | 0        | 0      | 0           | 0          |
| M. Bauer       | 8             | 0             | 1             | 0             | 0                 | 0                 | 0                 | 0                 | 8        | 0      | 1           | 0          |
| F. Beijmo      | 5             | 0             | 0             | 0             | 0                 | 0                 | 0                 | 0                 | 5        | 0      | 0           | 0          |
| S. Burchert    | 32            | 0             | 2             | 0             | 0                 | 0                 | 0                 | 0                 | 32       | 0      | 2           | 0          |
| M. Caligiuri   | 29            | 1             | 8             | 0             | 1                 | 0                 | 1                 | 0                 | 30       | 1      | 9           | 0          |
| S. Ernst       | 26            | 3             | 6             | 0             | 0                 | 0                 | 0                 | 0                 | 26       | 3      | 6           | 0          |
| M. Funk        | 2             | 0             | 0             | 0             | 1                 | 0                 | 1                 | 0                 | 3        | 0      | 1           | 0          |
| J. Green       | 23            | 4             | 8             | 0             | 1                 | 0                 | 0                 | 0                 | 24       | 4      | 8           | 0          |
| B. Hrgota      | 32            | 10            | 4             | 0             | 0                 | 0                 | 0                 | 0                 | 32       | 10     | 4           | 0          |
| P. Jaeckel     | 22            | 1             | 3             | 0             | 1                 | 0                 | 0                 | 0                 | 23       | 1      | 3           | 0          |
| R. Kehr        | 0             | 0             | 0             | 0             | 0                 | 0                 | 0                 | 0                 | 0        | 0      | 0           | 0          |
| D. Keita-Ruel  | 29            | 9             | 2             | 0             | 1                 | 0                 | 0                 | 0                 | 30       | 9      | 2           | 0          |
| J. Leweling    | 22            | 3             | 3             | 0             | 1                 | 0                 | 0                 | 0                 | 23       | 3      | 3           | 0          |
| A. Lungwitz    | 0             | 0             | 0             | 0             | 0                 | 0                 | 0                 | 0                 | 0        | 0      | 0           | 0          |
| M. Mavraj      | 23            | 0             | 6             | 0             | 1                 | 0                 | 1                 | 0                 | 24       | 0      | 7           | 0          |
| M. McLemore    | 1             | 0             | 0             | 0             | 0                 | 0                 | 0                 | 0                 | 1        | 0      | 0           | 0          |
| M. Meyerhöfer  | 20            | 0             | 2             | 0             | 0                 | 0                 | 0                 | 0                 | 20       | 0      | 2           | 0          |
| T. Mohr        | 17            | 1             | 4             | 0             | 1                 | 0                 | 0                 | 0                 | 18       | 1      | 4           | 0          |
| H. Nielsen     | 31            | 7             | 1             | 0             | 1                 | 0                 | 0                 | 0                 | 32       | 7      | 1           | 0          |
| D. Raum        | 19            | 1             | 2             | 0             | 0                 | 0                 | 0                 | 0                 | 19       | 1      | 2           | 0          |
| K. Redondo     | 14            | 1             | 1             | 0             | 1                 | 0                 | 0                 | 0                 | 15       | 1      | 1           | 0          |
| H. Sarpei      | 22            | 0             | 5             | 0             | 0                 | 0                 | 0                 | 0                 | 22       | 0      | 5           | 0          |
| M. Sauer       | 16            | 0             | 4             | 0             | 1                 | 0                 | 1                 | 0                 | 17       | 0      | 5           | 0          |
| L. Schaffran   | 0             | 0             | 0             | 0             | 0                 | 0                 | 0                 | 0                 | 0        | 0      | 0           | 0          |
| P. Seguin      | 32            | 1             | 10            | 0             | 1                 | 0                 | 1                 | 0                 | 33       | 1      | 11          | 0          |
| A. Stach       | 0             | 0             | 0             | 0             | 0                 | 0                 | 0                 | 0                 | 0        | 0      | 0           | 0          |
| M. Stefaniak   | 18            | 1             | 0             | 0             | 1                 | 0                 | 0                 | 0                 | 19       | 1      | 0           | 0          |
| T. Tillman     | 12            | 0             | 0             | 0             | 0                 | 0                 | 0                 | 0                 | 12       | 0      | 0           | 0          |
| M. Torlak      | 0             | 0             | 0             | 0             | 0                 | 0                 | 0                 | 0                 | 0        | 0      | 0           | 0          |
| M. Wittek      | 28            | 1             | 7             | 0             | 1                 | 0                 | 1                 | 0                 | 29       | 1      | 8           | 0          |
| B. Zahn        | 0             | 0             | 0             | 0             | 0                 | 0                 | 0                 | 0                 | 0        | 0      | 0           | 0          |